# Angledool
Angledool är en by (locality) i Walgett Shire i New South Wales i Australien. Folkmängden uppgick till 84 år 2006.

## Kommunikationer

### Väg
Angledool är beläggen på landsvägen Castlereagh Highway.